# Хаджи-хан Кенгерли
Хаджи-хан Кенгерли (азерб. Hacı xan Kəngərli, перс. حاجی خان کنگرلی) — второй хан Нахичеванского ханства с 1765 по 1769 год.

## История
Происходил из племени Кенгерли. Вступил на должность после смерти прошлого Гейдар Кули-хана. Во время его правления Нахичеванское ханство ослабло, он принял зависимость от шаха Ирана Карим-хан, который пригласил его в Шираз и взял в плен за мелкое преступление, а вместо него в ханстве стал править Рахим-хан, сын Гейдар Кули-хана.